# 水城なつみ
水城 なつみ（みずき なつみ、本名：飯塚 なつみ - いいつか なつみ、1994年6月14日 - ）は日本の演歌歌手である。茨城県出身。血液型はB型。所属事務所は有限会社ブルースカイ。提携事務所は合同会社Freesia 。

## 経歴
1994年6月に茨城県つくば市に生まれる。
曽祖父母、祖父母、父母、弟の4世代8人家族の環境でつくば市にて育つ。家計は祖父と父がトラック運転手をして支えていた。家族そろって夕飯を食べるのが決まり事であった。祖父は吉幾三のファンであり、若い頃には歌手を目指して流しをしていたこともある。母も同様に歌手になりたかったと語り、歌があふれる家であったため、水城自身も自然に歌好きになって、歌手を夢見るようになった。自分の夢を託すように祖父も母も水城の夢を応援することになる。
小学3年生から1年間民謡を習う。
高校3年時（2012年）の10月にキングレコード歌謡文化アカデミーカラオケ大会の全国決勝大会でグランドチャンピオンを獲得し、これがデビューのきっかけとなる。高校を卒業し家族や友人に見送られて上京。その年（2013年）5月に「泣いてひとり旅」でデビューする。祖父はデビュー4か月後に亡くなることになった。
2018年2月23日にはデビュー5周年を記念した初のワンマンコンサート「勇往邁進」を江東区亀戸文化センター・カメリアホール（東京都）で開催した。

## 人物
- 趣味：クレー射撃、洞窟巡り、映画鑑賞、ドライブ
- 特技：書道、納豆レシピ考案[4]

弟は6歳年下であるが、体重が120キログラムあり、家でゲームばかりしてスポーツとは無縁の高校生活を送っていた。
茨城出身の力士髙安晃と水城が会う機会があった際に、弟に体が大きいことを伝えると、田子ノ浦部屋に連れてくるように言われた。髙安関と弟を引き合わせると、弟は一目で髙安関にあこがれ、高校卒業と同時に田子ノ浦部屋に入門。2022年3月時点では序二段となっている。

## ディスコグラフィ

### シングル
- すべてキングレコードからリリース。

| #  | 発売日          | 曲順 | タイトル                          | 作詞         | 作曲     | 編曲       | オリコン 最高順位 | 規格品番   |
| -- | --------------- | ---- | --------------------------------- | ------------ | -------- | ---------- | ----------------- | ---------- |
| 1  | 2013年 5月22日  | 01   | 泣いてひとり旅                    | 坂口照幸     | 岡千秋   | 伊戸のりお | -                 | KICM-30509 |
| 1  | 2013年 5月22日  | 02   | 夕焼け桟橋                        | 坂口照幸     | 岡千秋   | 伊戸のりお | -                 | KICM-30509 |
| 2  | 2014年 6月4日   | 01   | 風未練                            | 麻こよみ     | 岡千秋   | 伊戸のりお | -                 | KICM-30594 |
| 2  | 2014年 6月4日   | 02   | 南国土佐を後にして                | 武政英策     | 武政英策 | 小野崎孝輔 | -                 | KICM-30594 |
| 3  | 2015年 4月22日  | 01   | 曽々木海岸                        | 麻こよみ     | 影山時則 | 前田俊明   | -                 | KICM-30650 |
| 3  | 2015年 4月22日  | 02   | 別れ月                            | 麻こよみ     | 影山時則 | 前田俊明   | -                 | KICM-30650 |
| 4  | 2016年 1月27日  | 01   | 筑波の風                          | 志賀大介     | 宮下健治 | 前田俊明   | -                 | KICM-30702 |
| 4  | 2016年 1月27日  | 02   | 寒緋桜                            | 志賀大介     | 宮下健治 | 前田俊明   | -                 | KICM-30702 |
| 5  | 2016年 11月23日 | 01   | 逢ってみたい人                    | 志賀大介     | 宮下健治 | 前田俊明   | -                 | KICM-30762 |
| 5  | 2016年 11月23日 | 02   | うたつぐみ                        | 志賀大介     | 宮下健治 | 前田俊明   | -                 | KICM-30762 |
| 6  | 2017年 8月23日  | 01   | 帰って来やれ                      | 万城たかし   | 宮下健治 | 前田俊明   | -                 | KICM-30809 |
| 6  | 2017年 8月23日  | 02   | 雪の隠れ里                        | 彩ちかこ     | 宮下健治 | 前田俊明   | -                 | KICM-30809 |
| 7  | 2018年 4月25日  | 01   | 江差恋しぐれ                      | 万城たかし   | 宮下健治 | 前田俊明   | 38位              | KICM-30857 |
| 7  | 2018年 4月25日  | 02   | 湯平雨情                          | 竜はじめ     | 宮下健治 | 前田俊明   | 38位              | KICM-30857 |
| 8  | 2019年 2月27日  | 01   | みちのく恋唄                      | 万城たかし   | 宮下健治 | 南郷達也   | 36位              | KICM-30909 |
| 8  | 2019年 2月27日  | 02   | はちきん祭り歌                    | みやび恵     | 宮下健治 | 南郷達也   | 36位              | KICM-30909 |
| 9  | 2019年 8月21日  | 01   | 津軽の風笛                        | 万城たかし   | 宮下健治 | 南郷達也   | 36位              | KICM-30939 |
| 9  | 2019年 8月21日  | 02   | しわしわブギウギ                  | 保岡直樹     | 南乃星太 | 丸尾稔     | 36位              | KICM-30939 |
| 9  | 2019年 8月21日  | 03   | 納豆音頭                          | 志賀大介     | 松川秀幸 | 田代修二   | 36位              | KICM-30939 |
| 10 | 2020年 5月27日  | 01   | きぬかけの路                      | 麻こよみ     | 宮下健治 | 南郷達也   | 25位              | KICM-30983 |
| 10 | 2020年 5月27日  | 02   | ねえ あんた                       | 多野亮       | 宮下健治 | 杉山ユカリ | 25位              | KICM-30983 |
| 11 | 2021年 6月23日  | 01   | 恋紅                              | 竜はじめ     | 宮下健治 | 宮崎慎二   | 28位              | KICM-31028 |
| 11 | 2021年 6月23日  | 02   | きぬかけの路                      | 麻こよみ     | 宮下健治 | 南郷達也   | 28位              | KICM-31028 |
| 11 | 2021年 6月23日  | 03   | きぬかけの路 (ギター・バージョン) | 麻こよみ     | 宮下健治 | 斉藤功     | 28位              | KICM-31028 |
| 12 | 2022年 1月12日  | 01   | くれない渡り鳥                    | かず翼       | 宮下健治 | 南郷達也   | 18位              | KICM-31046 |
| 12 | 2022年 1月12日  | 02   | 幸せもういいかい                  | かず翼       | 宮下健治 | 宮崎慎二   | 18位              | KICM-31046 |
| 12 | 2022年 1月12日  | 03   | 恋紅                              | 竜はじめ     | 宮下健治 | 宮崎慎二   | 18位              | KICM-31046 |
| 13 | 2022年 6月8日   | 01   | 玄海みれん                        | かず翼       | 宮下健治 | 伊戸のりお | 34位              | KICM-31071 |
| 13 | 2022年 6月8日   | 02   | 艶花いちりん                      | かず翼       | 宮下健治 | 伊戸のりお | 34位              | KICM-31071 |
| 14 | 2023年 5月24日  | 01   | あかつき情話                      | 日野浦かなで | 宮下健治 | 猪股義周   | 32位              | KICM-31103 |
| 14 | 2023年 5月24日  | 02   | 恋花火                            | 赤羽正一     | 宮下健治 | 宮崎慎二   | 32位              | KICM-31103 |
| 14 | 2023年 5月24日  | 03   | 納豆音頭                          | 志賀大介     | 松川秀幸 | 田代修二   | 32位              | KICM-31103 |
| 15 | 2023年 7月5日   | 01   | 恋のパシュート                    | 柏清大       | 柏清大   | 菊地圭介   | -                 | KICB-2826  |
| 15 | 2023年 7月5日   | 02   | 曽々木海岸                        | 麻こよみ     | 影山時則 | 前田俊明   | -                 | KICB-2826  |
| 16 | 2024年 5月22日  | 01   | 寒牡丹                            | 日野浦かなで | 宮下健治 | 南郷達也   | 33位              | KICM-31143 |
| 16 | 2024年 5月22日  | 02   | トラック野郎おとこ旅              | 柏清大       | 柏清大   | 杉山ユカリ | 33位              | KICM-31143 |
| 17 | 2025年 6月11日  | 01   | 都会の流れ星                      | 柏清大       | 柏清大   | 杉山ユカリ | 36位              | KICM-31175 |
| 17 | 2025年 6月11日  | 02   | 恋蛍                              | 助田ひさお   | 弦哲也   | 前田俊明   | 36位              | KICM-31175 |

### アルバム

#### オリジナル・アルバム
| 発売日        | タイトル     | 規格品番  |
| ------------- | ------------ | --------- |
| 2016年5月25日 | ウタツグミ   | KICX-980  |
| 2018年2月21日 | ウタツグミII | KICX-1052 |

#### ベスト・アルバム
| 発売日        | タイトル             | 規格品番  |
| ------------- | -------------------- | --------- |
| 2019年10月9日 | 全曲集2020           | KICX-5093 |
| 2020年10月7日 | 全曲集2021           | KICX-5238 |
| 2021年10月6日 | 全曲集2022           | KICX-5393 |
| 2022年10月5日 | 全曲集〜玄海みれん〜 | KICX-5559 |
| 2025年1月1日  | 全曲集〜寒牡丹〜     | KICX-5691 |

### 映像作品
| 発売日       | タイトル                                                  | 規格 | 規格品番 |
| ------------ | --------------------------------------------------------- | ---- | -------- |
| 2019年8月7日 | ごぼう先生といっしょ! 民謡・童謡・演歌 口ずさんでイス体操 | DVD  | KIBE-171 |

## 出演

### テレビ
- 令和歌謡塾（BS日テレ） - パク・ジュニョンと共に奇数月の番組進行MCを務める[6]。

### ラジオ
放送中
- 昼どきラジオ便（ラジオかなざわ） - 番組内コーナー「水城なつみの演歌一直線」

以前放送されていた番組
- 水城なつみのなつみ館（ - 2023年3月 秋田放送：毎週土曜日5:00 - 5:30、長崎放送・ラジオ佐賀：毎週日曜日16:30 - 17:00、山口放送：毎週月曜日21:00 - 21:30）